# Студенок (приток Северского Донца)
Студенок — река в Донецкой и Харьковской областях Украины, протекает по территории Лиманского и Изюмского районов соответственно. Левый приток Северского Донца (бассейн Дона). Длина около 10 км.
Берёт начало у села Александровка Лиманского района. Минуя пруд входит в сосновый лес и течёт на юго-запад. 
Проходит через несколько прудов в селе Студенок Изюмского района и впадает слева в Северский Донец. 
Устье реки загачено, поверхностный сток отсутствует.
Студенок пересекает Донецкая железная дорога.